# Majdan Zbydniowski
Majdan Zbydniowski est une localité polonaise de la gmina de Zaleszany, située dans le powiat de Stalowa Wola en voïvodie des Basses-Carpates.